# 埃琳·登沙姆
埃琳·登沙姆（英語：Erin Densham，1985年5月3日—），澳大利亚女子铁人三项运动员。她曾获得2012年夏季奥运会铁人三项比赛女子个人铜牌。她也参加了2008年和2016年夏季奥运会。